# Juin 2015
Juin 2015 est le 6e mois de l'année 2015.

## Évènements
- 1er juin : le Dong Fang Zhi Xing (« Étoile de l'Orient »), navire de croisière qui assure la liaison entre Nankin et Chongqing en Chine avec à son bord plus de 450 passagers, chavire dans le fleuve Yangtsé.
- 2 juin : en Suisse, Sepp Blatter annonce sa démission de la présidence de la FIFA, quatre jours après sa réélection et six jours après l’arrestation de plusieurs responsables de l’organisation.
- 3 juin : Raimonds Vējonis remporte l'élection présidentielle en Lettonie ;
- 4 juin : 
  - la scientifique mauricienne Ameenah Gurib-Fakim est élue à l'unanimité par l'Assemblée nationale présidente de la république de Maurice.
  - Ghana : une explosion à Accra fait 256 morts[1].
- 7 juin :
  - les Luxembourgeois ont rejeté par référendum trois propositions de réforme ;
  - élections législatives au Mexique ;
  - élections législatives en Turquie.
- 7 et 8 juin : sommet du G7 au Schloss Elmau, en Bavière (Allemagne).
- 10 juin : le pape François annonce la création au Vatican d'une instance judiciaire chargée de juger les évêques dans le cas où ils auraient couvert des abus sexuels commis par des prêtres dans leur diocèse. Cette nouvelle instance judiciaire sera intégrée dans la Congrégation pour la doctrine de la foi.
- 11 juin :
  - l'ancien Premier ministre du Vanuatu Sato Kilman parvient à constituer une nouvelle majorité au Parlement contraignant l'actuel titulaire Joe Natuman à la démission. Kilman reprend alors la tête du gouvernement.
  - Le Championnat du Maroc de football voit le jour, crée par la Fédération Marocaine des Sports Athlétiques.
- 12 juin : le roi d’Espagne Philippe VI annonce par un décret au Bulletin officiel de l'État, le retrait du titre de « Duchesse de Palma de Majorque » à sa sœur l'infante d’Espagne Cristina accusée de « délits fiscaux dans un scandale de corruption » qui implique son époux Iñaki Urdangarin ; il s'agit d'une décision rarissime au sein de la maison de Bourbon ;
- 13 juin :
  - l'inondation de Tbilissi en Géorgie fait 20 morts ;
  - la Haute Cour constitutionnelle malgache rejette comme non fondée la destitution du président Hery Rajaonarimampianina votée par les députés de l'Assemblée nationale le 26 mai 2015 ;
  - mariage du prince Carl Philip de Suède et de Sofia Hellqvist à Stockholm en présence de 550 invités dont de nombreuses têtes couronnées.
- 15 juin : l'ancien gouverneur républicain de Floride Jeb Bush annonce sa candidature à l'investiture républicaine pour l'élection présidentielle de 2016, il est la onzième personnalité à se déclarer dans le camp républicain.
- 16 juin : l'homme d'affaires Donald Trump annonce à son tour sa candidature à l'investiture républicaine pour l'élection américaine de 2016.
- 17 juin : attaque à Monguno au Nigeria.
- 18 juin :
  - élections législatives au Danemark ;
  - une fusillade dans l'église épiscopale méthodiste africaine Emanuel de Charleston aux États-Unis ;
  - le parlement de Hong Kong rejette la réforme électorale soutenue par Pékin. Les députés du camp pro-démocratie font bloc et refusent le texte qui prévoient pour la première l’instauration du suffrage universel afin de désigner le chef de l'exécutif ;
  - l'économiste franco-béninois Lionel Zinsou est nommé premier ministre du Bénin par le président Yayi Boni. Il succède à Pascal Koupaki qui occupa le poste entre mai 2011 et août 2013 ;
  - publication de l'encyclique Laudato si’ par le pape François sur l'environnement et l'écologie intégrale.
- 20 juin : attentat de Graz en Autriche.
- 22 juin : un commando taliban de 6 hommes armés attaque le parlement afghan à Kaboul en Afghanistan.
  - le docteur Helena Ndume, ophtalmologue namibienne, et l'ancien président portugais Jorge Sampaio sont les premiers lauréats du Prix Nelson Mandela.
- 25 juin : une canicule qui frappe le Pakistan.
- 25 et 26 juin : au moins 120 civils kurdes sont massacrés par l'État islamique dans un raid à Kobané en Syrie.
- 26 juin :
  - une attaque terroriste revendiqué par l'État islamique est perpétrée par un homme armé d'une kalachnikov sur une plage devant l'hôtel Imperial Marhaba dans la station balnéaire de port El-Kantaoui près de Sousse en Tunisie ;
  - un attentat-suicide revendiqué par l'État islamique est dirigé contre la mosquée chiite Imam al Sadek dans le quartier de Saouaber de Koweït au Koweït ;
  - en France, un attentat visant une usine de gaz industriels à Saint-Quentin-Fallavier en Isère ;
  - la secte Al-Shabbaab attaque la base de Lego en Somalie ;
  - la Cour suprême des États-Unis légalise par l'arrêt Obergefell v. Hodges, dans une décision historique, le mariage homosexuel partout dans le pays.
- 29 juin : 
  - élections législatives au Burundi ;
  - Israël intercepte la flottille de la Liberté III qui souhaitait briser le blocus de la bande de Gaza et la dirige vers le port d'Ashdod.
- 30 juin :
  - une seconde intercalaire est ajoutée à 23 h 59 min 59 s pour ajuster le temps atomique avec le temps astronomique ;
  - un C-130 Hercules de l'armée indonésienne à destination des îles Natuna s'écrase dans une zone résidentielle de Medan sur l'île de Sumatra.